# Gueddara
Gueddara es un pueblo en la Provincia de Bumerdés en Cabilia dentro de Argelia.

## Ubicación
El pueblo está rodeado por el río Meraldene y el río Isser, y también por la ciudad de Thenia en la cordillera de Khachna.

## Zawiya
- Zawiya de Sidi Boushaki